# Arteria gastroepiploica destra
L'arteria gastroepiploica destra è un'arteria che origina dall'arteria gastroduodenale, ramo dell'arteria gastroepatica che rappresenta una delle tre arterie in cui si divide il tronco celiaco.

## Anatomia
Nasce dall'arteria gastroduodenale dietro alla prima porzione del duodeno e al davanti della testa del pancreas. Si dirige poi anteriormente e verso sinistra decorrendo tra le due pagine della porzione superiore del legamento gastrocolico lungo la grande curvatura dello stomaco. Si anastomizza a pieno canale con l'arteria gastroepiploica sinistra che origina dall'arteria lienale. Nel suo decorso, fornisce rami gastrici e rami epiploici: i primi salgono sulle parete gastriche posteriore ed anteriore prospicienti alla grande curvatura, i secondi discendono nel grande omento. I rami dell'arteria irrorano quindi la porzione laterale del corpo dello stomaco, la prima porzione del piloro e il grande omento. La porzione terminale del piloro è irrorata dai rami dell'arteria gastroduodenale.